# Les Razmoket rencontrent les Delajungle
Pour plus de détails, voir Fiche technique et Distribution.
Les Razmoket rencontrent les Delajungle ou Les Razmoket à l'état sauvage au Québec (Rugrats Go Wild) est un film d'animation américain réalisé par Norton Virgien et Igor Kovaljov, sorti en 2003. Il s'agit d'un crossover entre deux séries d'animation produites par Nickelodeon Movies, Les Razmoket et La Famille Delajungle.

## Synopsis
Les Razmoket et leurs parents s'échouent sur une île a priori déserte. Les courageux bébés Razmoket s'enfoncent dans la jungle et rencontrent par hasard la famille Delajungle. Tommy Cornichon rencontre ainsi son idole, Nigel Delajungle...

## Fiche technique
Sauf indication contraire, les informations mentionnées dans cette section peuvent être confirmées par la base de données cinématographiques IMDb,  présente dans la section « Liens externes ».
- Titre original : Rugrats Go Wild
- Titre français : Les Razmoket rencontrent les Delajungle
- Titre québécois : Les Razmoket à l'état sauvage
- Réalisation : Norton Virgien et John Eng
- Scénario : Kate Boutiler
- Musique : Mark Mothersbaugh
- Producteurs : Gabor Csupo, Arlene Klasky
- Sociétés de production : Paramount Pictures, Nickelodeon Movies, Klasky Csupo
- Sociétés de distribution : Paramount Pictures
- Budget : 25 000 000 $
- Pays d'origine : États-Unis
- Langue originale : anglais
- Genre : animation, aventure
- Durée : 86 minutes
- Dates de sortie[1] : 
  -  Québec : 13 juin 2003
  -  France : 8 octobre 2003

## Distribution

### Voix originales
- E.G. Daily : Tommy « Casse-bonbon » Cornichon (« Tommy Pickles » en V.O.)
- Nancy Cartwright : Charles-Édouard « la Binocle » Fifrelin (Charles "Chuckie" Finster, Jr. en V.O.)
- Kath Soucie : Alphonse et Sophie « les Grumeaux » De La Tranche (Phillip "Phil" et Lillian "Lil" DeVille en V.O.) / Élisabeth Deville (Betty DeVille en V.O.)
- Dionne Quan : Kimi Finster
- Cheryl Chase : Angelica « Couette-Couette » Cornichon (Angelica Pickles en V.O.)
- Tim Curry : Nigel Delajungle (Nigel Thornberry en V.O.)
- Joe Alaskey : grand-père Lou
- Tress MacNeille : Charlotte Cornichon (Charlotte Pickles en V.O.)
- Cree Summer : Susie Carmichael
- Flea : Donnie Delajungle (Donnie Thornberry en V.O.)
- Bruce Willis : Spike le chien
- Lacey Chabert : Eliza Delajungle (Eliza Thornberry en V.O.)
- Chrissie Hynde : Siri
- Tony Jay : Dr. Lipschitz
- Ethan Phillips : Toa
- Tom Kane : Darwin Delajungle

### Voix françaises
Source : Planète-Jeunesse.com
- Alexis Tomassian : Tommy Cornichon
- Natacha Gerritsen : Charles-Édouard « la Binocle » Fifrelin
- Dolly Vanden : Alphonse et Sophie « les Grumeaux » De La Tranche
- Sylvie Jacob : Angelica « Couette-Couette » Cornichon et Bébé Jules Cornichon
- Delphine Liez-Allemane : Kimi Watanabe-Fifrelin
- Fily Keita : Susie Carmichael et Kira Watanabe-Fifrelin
- Bernard Tiphaine : Jean-Roger Cornichon et Charles Fifrelin
- Corinne Le Poulain : Lucie Cornichon
- Jean-Claude Montalban : Roger-Jean Cornichon, Olivier Deville
- Claude Chantal : Elisabeth Deville et Charlotte Cornichon
- Henri Labussière : Lou Cornichon
- Émilie Rault : Eliza Delajungle
- Patrick Préjean : Nigel Delajungle
- Danièle Douet : Debbie Delajungle
- Maïté Monceau : Marianne Delajungle
- Philippe Bozo : Darwin Delajungle
- Vincent Lagaf (version cinéma) / Patrick Poivey (version télévisée) : Hubert le chien

## Box-office
Dès sa sortie aux Etats-Unis, le film démarre avec 11 556 869 $. Le film récolte 15 847 924 $ de recettes mondiales dont 39 399 750 $ aux Etats-Unis.
En France, le film réalise 452 498 entrées.

## Autour du film
Spike le chien (ou Hubert en français) ne parle pas dans la série Les Razmoket. C'est grâce au don d'Eliza Delajungle que l'on entend parler le chien des Razmoket - et ce dans ce film uniquement - avec une guest-star pour incarner sa voix. Pour le reste, le film a fait appel aux comédiens habituels des deux séries.

## Jeu vidéo
- Les Razmoket rencontrent les Delajungle sur Game Boy Advance